# Ламское (озеро, Ленинградская область)
Ламское (фин. Tuokkolanjärvi) — пресноводное озеро на территории Гончаровского сельского поселения Выборгского района Ленинградской области.

## Общие сведения
Площадь озера — 0,5 км², площадь водосборного бассейна — 6,84 км². Располагается на высоте 14,2 метров над уровнем моря.
Форма озера лопастная, продолговатая: оно почти на три километра вытянуто с северо-запада на юго-восток. Берега изрезанные, каменисто-песчаные, преимущественно возвышенные.
Из северо-западной оконечности озера вытекает безымянный водоток, впадающий с правого берега в реку Градуевку, впадающую, в свою очередь, в озеро Большое Градуевское. Из Большого Градуевского берёт начало река Талинйоки, впадающая в реку Перовку. Перовка впадает в озеро Краснохолмское, из которого берёт начало река Суоккаанвирта, впадающая в Новинский залив, являющийся частью системы Сайменского канала, выходящего в Финский залив.
Вдоль северо-западного берега озера располагается садоводство, через которое проходит просёлочная дорога.
Код объекта в государственном водном реестре — 01040300511102000009612.